# Walking on Sunshine. Chodzę w słońcu
Walking on Sunshine. Chodzę w słońcu (ang. Walking on Sunshine) – brytyjski film fabularny z 2014 roku w reżyserii Maxa Giwy i Danii Pasquini, wyprodukowany przez wytwórnię Vertigo Films. Główne role w filmie Annabel Scholey, Giulio Berruti i Hannah Arterton.

## Fabuła
Taylor przylatuje do Włoch na prośbę swojej siostry Maddie, aby spędzić luksusowe wakacje. Po przybyciu na miejsce, dowiaduje się, że krewna zaprosiła ją na własny ślub. Jej wybrankiem jest przystojny Raf (Giulio Berruti), z którym Taylor miała romans.

## Obsada
- Hannah Arterton jako Taylor
- Annabel Scholey jako Maddie
- Giulio Berruti jako Raf
- Leona Lewis jako Elena
- Katy Brand jako Lil
- Greg Wise jako Doug
- Danny Kirrane jako Mikey
- Giulio Corso jako Enrico

## Odbiór

### Krytyka
Film Walking on Sunshine. Chodzę w słońcu spotkał się z negatywną reakcją krytyków. W serwisie Rotten Tomatoes 32% z dwudziestu pięciu recenzji filmu jest pozytywne (średnia ocen wyniosła 4,4 na 10).